# Angels Fall First
Angels Fall First е името на първия албум на Nightwish, който излиза през 1997 г. Ограниченият тираж (500 копия) включва седем песни, а редовният тираж с две повече. Изданието е силно търсено от колекционери и през 2012 г. копие от първия албум е продадено в eBay за 1137,23 щатски долара.
Макар че единственият сингъл от този албум – The Carpenter (сплит с Children Of Bodom и Thy Serpent) достига номер три във финландската класация за сингли, групата не печели национална известност преди следващия си албум Oceanborn.

## Песни
1. „Elvenpath“
2. „Beauty And The Beast“
3. „The Carpenter“
4. „Astral Romance“
5. „Angels Fall First“
6. „Tutankhamen“
7. „Nymphomaniac Fantasia“
8. „Know Why The Nightingale Sings“
9. „Lappi (Lapland)“
  1. „Erämaajärvi“
  2. „Witchdrums“
  3. „This Moment Is Eternity“
  4. „Etiäinen“

## Песни (Ограничен тираж)
1. „Astral Romance“
2. „Angels Fall First“
3. „The Carpenter“
4. „Nymphomaniac Fantasia“
5. „Once Upon A Troubadour“
6. „A Return To The Sea“
7. „Lappi (Lapland)“
  1. „Erämaajärvi“
  2. „Witchdrums“
  3. „This Moment Is Eternity“
  4. „Etiäinen“

## Състав
Съгласно брошурата на албума в създаването му участват:
Найтуиш
- Таря Турунен – вокали
- Туомас Холопайнен – клавири, пиано, мъжки вокали (в песни 2, 3, 4 & „Once Upon A Troubadour“), аранжимент
- Ерно Вуоринен – китари, бас
- Юка Невалайнен – барабани, перкусии

Други музиканти
- Еса Летинен – флейта

Продукция
- Теро Кинунен – инженеринг, миксиране, звукозапис
- Мика Юсила – мастериране
- Гари Блек – снимка на обложката
- Тони Харконен – фотография